# Lost in Reality
Lost in Reality es el sexto álbum en la carrera de la banda de rock Player, con sus antiguos miembros Beckett y Moss, publicado en 1996. Después del lanzamiento en Japón con Electric Shadows, la banda decide realizar giras por los Estados Unidos presentando su LP grabado en Los Ángeles. En este disco aparecen canciones como "This Is Your Life", "Without You", "Footprints in the Sand", "Something Good", "After All This Time", el gran éxito Baby Come Back, "Cherry Lane", "Stand by You", "No More Rain (In This Cloud)", "Sometimes You Gotta Let Go", "Beautiful Love" y otras escritas por los músicos del grupo. Fueron nominados a un premio en L.A. por producir este disco de género pop y rock y fue la primera vez q Peter y Ronn entornan una gira en vivo.
Más tarde, llegaron a la banda diferentes músicos como Elliot Elliot Easton de The Cars en la guitarra, Burleigh Drummond de Ambrosia en la batería y Tony Sciuto de Little River Band en los teclados. Se reagruparon de nuevo para realizar la gira de la primavera de 1998 con una alineación diferentes: Tony Sciuto (LRB), Burleigh Drummond (Ambrosia), Steve Farris (Mister Mister), Ron Green (Loggins and Messina), Dave Amato (Reo Speedwagon), Ron Wikso (Foreigner), dependiendo de sus distintos compromisos. 
El disco fue producido a través de River North Records y es el último álbum grabado por la banda desde su corta existencia en los medios musicales. Abajo se encuentra la lista de las canciones que contiene el disco.

## Sencillos
1.This Is Your Life

2.Without You

3.Footprints in the Sand

4.Something Good

5.After All This Time

6.Baby Come Back

7.Cherry Lane

8.Stand by You

9.No More Rain (In This Cloud)

10.Sometimes You Gotta Let Go

11.Beautiful Love

12.Just to Be With You

13.Every Time I Turn Around

## Créditos
- Doug Macaskill
- Bob Marlette
- Ronn Moss
- John Parker
- Michael Parnell
- Tim Pierce
- Mark Ross
- Tom Weir
- Art Wood
- Billy Martin
- Zane Grey
- Valerie Behling
- Dave Collins
- Conni Treantafeles
- Robert Ferrone
- Bill Bergman
- Peter Beckett
- Burleigh Drummond
- Len Ron Hanks
- Keith Jones

## Formación del grupo
- Peter Beckett
- Ronn Moss